# Independientes por Cuenca
Independientes por Cuenca (ixC) es un partido político español de carácter regionalista, ciudadano e independiente circunscrito a la provincia de Cuenca, de "centro social y progresista" según sus estatutos. Tuvo presencia institucional en el Ayuntamiento de la capital y alcaldes y concejales en varios municipios de la provincia y desde 2009 no se le conoce actividad alguna.

## Historia
Fue fundado en 2002 por miembros de la Plataforma Cívica por Cuenca (también conocida como Plataforma pro-AVE o pro-autovía) nacida en 1992. Su principal seña de identidad era la defensa de los intereses de Cuenca frente al atraso que aducían que padecía esta y la marginación que le infligía el Gobierno Central y, especialmente, el de Castilla-La Mancha. Se oponían al trasvase Tajo-Segura y al trasvase de la llanura manchega, defendían un reparto de las inversiones más equilibrado, la ampliación del campus de Cuenca de la Universidad de Castilla-La Mancha, la agilización de la construcción de autovías y se relance el ferrocarril convencional. También abogaban por la construcción de un nuevo hospital en Cuenca y por que la estación del AVE se situara en el centro de la ciudad y se soterraran las vías. Por otro lado, defendía un modelo democrático participativo y la transparencia en la gestión pública.
El partido afirmaba el carácter castellano de la provincia. Dentro de él había personas que defendían que Madrid se integrara en Castilla-La Mancha y que se retomara el nombre de Castilla la Nueva; otros miembros en cambio defendían una autonomía integrada por Cuenca, Guadalajara y/o Madrid; pero la mayor parte de sus afiliados optaban por la salida de Cuenca de Castilla-La Mancha para formar una comunidad autónoma propia. También algunos de sus miembros, como Antonio Melero, han pedido el retorno a la provincia de Cuenca de la actual comarca valenciana de Utiel-Requena. En cualquier caso, el partido no defendió ninguna de dichas medidas oficialmente ni en sus documentos, aunque siempre tuvo duras críticas hacia la autonomía castellanomanchega.
Se presentó a las elecciones municipales del 25 de mayo de 2003, obteniendo 3.307 votos (2,5%) y 18 concejales en la provincia de Cuenca, siendo la tercera fuerza política en esta. Con una candidatura encabezada por Antonio Melero (médico cardiólogo y miembro desde el año 1999 de la Plataforma pro-AVE) y José Luis Collada (profesor y uno de los fundadores de la Plataforma Cívica por Cuenca en el año 1992 y representante de la misma en la mesa de negociación conocida como "La Tripartita", de la que formaban parte instituciones a nivel local, autonómico y estatal, así como los partidos políticos con representación y de la que salieron acuerdos tan importante como la aprobación de la autovía Cuenca-Tarancón o la implantación de nuevas titulaciones en el Campus de Cuenca), en la ciudad de Cuenca obtuvo el 8% de los votos, consiguiendo 1 concejal y quedando a sólo 30 votos de alcanzar el segundo, que habría ostentado Collada y lo hubiera convertido en decisivo a la hora de inclinar el gobierno municipal hacia PP o PSOE. En dicha legislatura presentó más de 50 mociones en el Ayuntamiento de la capital conquense. Asimismo, obtuvo el gobierno de los municipios de Gascueña, Zarza de Tajo, Salinas del Manzano y Honrubia, bien en solitario o tras alcanzar pactos con el Partido Popular así como varios concejales en otras muchas localidades.
Su sede sufrió desde su inauguración hasta cinco ataques vandálicos, el último tuvo lugar en diciembre de 2006.
Tras un fuerte enfrentamiento interno por la política urbanística de Cuenca y la financiación del Partido, se crearon dos corrientes. Melero defendía la Estación alejada de la ciudad y Collada en los terrenos que ocupa ADIF dentro del núcleo urbano y surgió un conflicto sobre qué sector estaba legitimado para presentarse con las siglas de ixC en las elecciones municipales de 2007; se presentaron dos candidaturas bajo esas siglas en la Junta Electoral, que desestimó ambas.  
Antonio Melero presentó su lista bajo el paraguas del Centro Democrático Liberal (CDL). La candidatura, con una fuerte carga ecologista y conquensista proponía trasladar la estación de AVE al exterior de la ciudad. Todos los miembros de la candidatura se presentaron como Independientes. La lista incluía al expresidente de ixC Ángel de Juan Herraiz, al exsecretario de ixC Javier Sáiz Verges, al ecologista Santiago Cuerda y al exgerente de Urbanismo Joaquín Esteban Cava, entre otros. Sin embargo, la Justicia resolvió autorizar la lista encabezada por José Luis Collada bajo las siglas de ixC, por sentencia firme del Tribunal Contencioso-Administrativo número 2 de Cuenca.
Finalmente, en las elecciones municipales de 2007 ixC perdió su concejal por Cuenca, pero consiguió dos por Tinajas.
Aunque su presidente era Ángel de Juan Herraiz, este fue cesado por el Comité Provincial por incumplimiento de sus funciones; lo mismo sucedió con el secretario, Javier Sáiz Verges, expulsado por protagonizar graves incidentes en una Asamblea en la Sede de ixC , por los que está procesado e imputado y pendiente de juicio en la actualidad. Así, en el Congreso de ixC celebrado en octubre de 2007 José Luis Collada asumió la presidencia, asunto llevado ante los tribunales por el sector opuesto a éste. Ángel de Juan presentó una querella criminal el 8 de mayo de 2007, en pleno proceso electoral, que no le fue admitida, por auto judicial de 28 de mayo de ese mismo año, al hacerlo en nombre y representación de Independientes por Cuenca, para lo que no estaba autorizado, al ser José Luis Collada el presidente y por tanto representante de ixC , según consta en el Registro de Partidos. En el mes de noviembre, De Juan ratificó la querella en nombre propio.
En las elecciones generales de 2008 Ángel de Juan pretendió concurrir con ixC , con una lista que encabezaba él mismo para el Congreso y Antonio Melero para el Senado. Sin embargo la Justicia dio de nuevo la razón al sector de José Luis Collada, presentando ixC una candidatura bajo la representación de éste, admitida desde el primer momento por las Juntas Electorales Central y Provincial.
El sector de Melero y de Juan tras recurrir ante la Junta Electoral Provincial de Cuenca la candidatura de José Luis Collada y no ser admitida su impugnación, recurrió ante el Juzgado n.º 2 de lo Contencioso-Administrativo, que igualmente fue desestimado; finalmente apelaron al Tribunal Constitucional, que resolvió también a favor de la representación de José Luis Collada.
En otoño de 2007, Independientes por Cuenca llevó a cabo una campaña de recogida de alegaciones al Proyecto básico de la Estación del AVE en "La Estrella", a 5,2 km del núcleo urbano, con la presentación ante la Subdirección General de Ferrocarriles de 10 000 impresos firmados por ciudadanos. También destaca su política de vigilancia y denuncia de las posibles irregularidades urbanísticas que se producen en la ciudad de Cuenca; y la reivindicación de proyectos como la ampliación de titulaciones universitarias y un Parque del ámbito científico y tecnológico, un gran Polígono industrial, o las infraestructuras, que después de prometidas llevan retrasándose desde hace muchos años. En mayo de 2008 Collada llegó a un acuerdo con el alcalde de Cuenca, para que se convocara un referéndum sobre la ubicación de la estación del AVE y del ferrocarril convencional.
El 21 de abril de 2009 se archiva la querella que presentó en las Elecciones Locales Ángel de Juan contra el actual presidente de ixC, José Luis Collada, en un auto judicial en el que el Juez hace un pronunciamiento sobre la legalidad de los cargos que actualmente conforman la Comisión Ejecutiva. En la actualidad dichos cargos son el presidente José Luis Collada, la secretaria Ana María Hernández y el vicepresidente Jesús Manuel Pérez, entre otros, sin que estén cuestionados por ningún tribunal.
Desde 2009 no se conoce actividad alguna de ixC. En las elecciones municipales de 2011 su presidente, José Luis Collada concurrió como candidato a la alcaldía de Cuenca por Unión Progreso y Democracia (UPyD), mientras que su exdirigente Antonio Melero lo hizo por el Partido Popular, siendo elegido concejal. Éste dimitiría varios meses después por su discrepancia con la política que el Gobierno autonómico estaba aplicando en el Hospital de Cuenca.